# Sichuanesiska köket

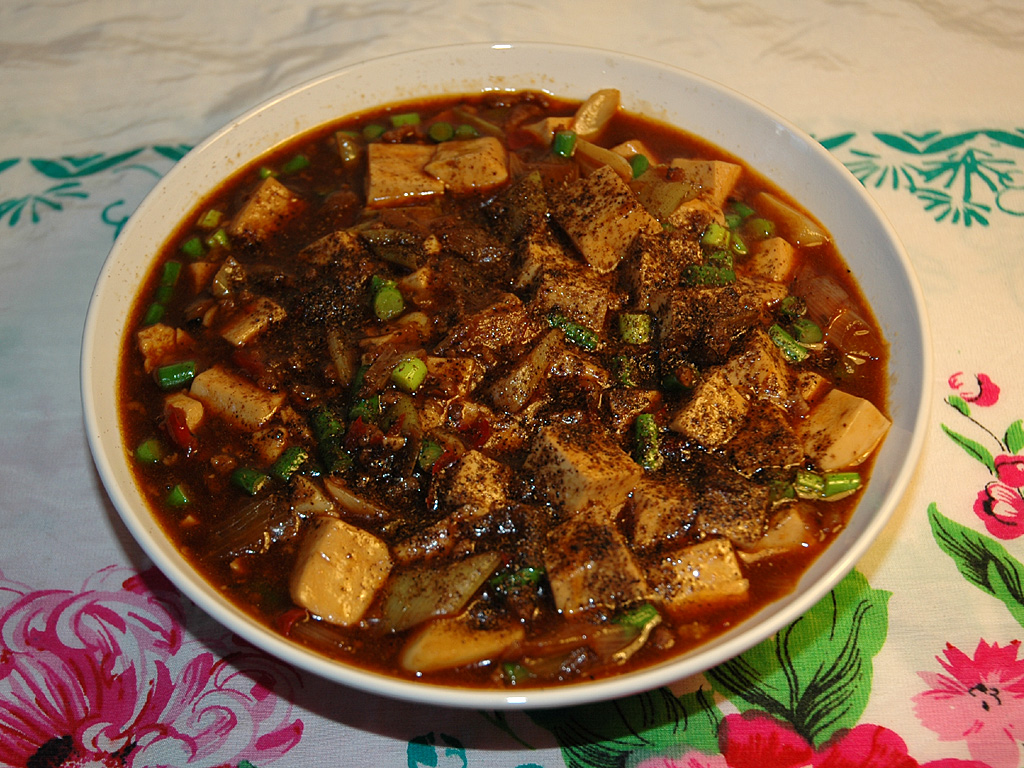
Den koppärriga gummans bönost, en specialitet från Chengdu rikligt kryddad med sichuanpeppar

Det sichuanesiska köket (川菜, chuāncài) (Szechuan), är ett av Kinas åtta stora kök. Maten kommer från Sichuan-provinsen, men köket är idag inte bara spritt i stora delar av Kina utan också utomlands med viss variation som följd. Det är särskilt känt för sin heta och bedövande kryddning (málà, 麻辣).

## Lista på typiska rätter
- Mapo doufu ("Den koppärriga gummans bönost")
- Gongbao jiding ("Palatsväktarkyckling" eller "Kung Pao-kyckling")
- Eldgryta (hot pot)
- La Zi Ji (chilikyckling)